# Grande Prairie
Grande Prairie es una ciudad de 61,08 km² del noroeste de la provincia de Alberta en Canadá. Se encuentra 456 km al noroeste de Edmonton sobre el límite sur de la región de Peace (del nombre del río local, el río la Paix o en inglés Peace River). Grande Prairie es el mayor centro económico de la región.

## Demografía
Su población aumenta rápidamente debido al desarrollo de las actividades ligadas a los bosques y al petróleo y posee aproximadamente 37.000 habitantes en 2001. En 2006, alcanzó 47.076 habitantes. Tras el censo realizado en 2007, la población de Grande Prairie alcanzó los 52.000 habitantes.

## Clima
| Parámetros climáticos promedio de Grande Prairie (1981−2010) | Parámetros climáticos promedio de Grande Prairie (1981−2010) | Parámetros climáticos promedio de Grande Prairie (1981−2010) | Parámetros climáticos promedio de Grande Prairie (1981−2010) | Parámetros climáticos promedio de Grande Prairie (1981−2010) | Parámetros climáticos promedio de Grande Prairie (1981−2010) | Parámetros climáticos promedio de Grande Prairie (1981−2010) | Parámetros climáticos promedio de Grande Prairie (1981−2010) | Parámetros climáticos promedio de Grande Prairie (1981−2010) | Parámetros climáticos promedio de Grande Prairie (1981−2010) | Parámetros climáticos promedio de Grande Prairie (1981−2010) | Parámetros climáticos promedio de Grande Prairie (1981−2010) | Parámetros climáticos promedio de Grande Prairie (1981−2010) | Parámetros climáticos promedio de Grande Prairie (1981−2010) |
| Mes                                                          | Ene.                                                         | Feb.                                                         | Mar.                                                         | Abr.                                                         | May.                                                         | Jun.                                                         | Jul.                                                         | Ago.                                                         | Sep.                                                         | Oct.                                                         | Nov.                                                         | Dic.                                                         | Anual                                                        |
| ------------------------------------------------------------ | ------------------------------------------------------------ | ------------------------------------------------------------ | ------------------------------------------------------------ | ------------------------------------------------------------ | ------------------------------------------------------------ | ------------------------------------------------------------ | ------------------------------------------------------------ | ------------------------------------------------------------ | ------------------------------------------------------------ | ------------------------------------------------------------ | ------------------------------------------------------------ | ------------------------------------------------------------ | ------------------------------------------------------------ |
| Temp. máx. abs. (°C)                                         | 15.2                                                         | 12.8                                                         | 16.1                                                         | 29.4                                                         | 34.4                                                         | 41.5                                                         | 35.6                                                         | 34.5                                                         | 31.9                                                         | 28.9                                                         | 22.2                                                         | 13.3                                                         | 41.5                                                         |
| Temp. máx. media (°C)                                        | -8.0                                                         | -4.8                                                         | 0.6                                                          | 10.1                                                         | 16.8                                                         | 20.5                                                         | 22.6                                                         | 21.7                                                         | 16.6                                                         | 9.4                                                          | -1.8                                                         | -6.0                                                         | 8.1                                                          |
| Temp. media (°C)                                             | -13.6                                                        | -10.6                                                        | -4.9                                                         | 4.1                                                          | 10.2                                                         | 14.3                                                         | 16.2                                                         | 15.1                                                         | 10.2                                                         | 3.6                                                          | -6.6                                                         | -11.3                                                        | 2.2                                                          |
| Temp. mín. media (°C)                                        | -19.0                                                        | -16.4                                                        | -10.3                                                        | -2.0                                                         | 3.6                                                          | 8.1                                                          | 9.8                                                          | 8.3                                                          | 3.8                                                          | -2.1                                                         | -11.4                                                        | -16.7                                                        | -3.7                                                         |
| Temp. mín. abs. (°C)                                         | -52.2                                                        | -50.0                                                        | -42.8                                                        | -35.6                                                        | -8.7                                                         | -3.3                                                         | -1.1                                                         | -2.8                                                         | -11.7                                                        | -31.7                                                        | -40.6                                                        | -47.2                                                        | -52.2                                                        |
| Precipitación total (mm)                                     | 29.9                                                         | 16.4                                                         | 16.9                                                         | 19.8                                                         | 41.0                                                         | 75.9                                                         | 76.1                                                         | 55.8                                                         | 43.0                                                         | 26.0                                                         | 25.4                                                         | 18.9                                                         | 445.1                                                        |
| Lluvias (mm)                                                 | 2.4                                                          | 0.8                                                          | 1.4                                                          | 10.4                                                         | 38.1                                                         | 75.9                                                         | 76.1                                                         | 55.7                                                         | 41.3                                                         | 15.4                                                         | 4.2                                                          | 0.7                                                          | 322.4                                                        |
| Nevadas (cm)                                                 | 35.0                                                         | 20.8                                                         | 20.3                                                         | 11.0                                                         | 3.4                                                          | 0.0                                                          | 0.0                                                          | 0.1                                                          | 1.7                                                          | 12.0                                                         | 26.5                                                         | 23.6                                                         | 154.3                                                        |
| Días de precipitaciones (≥ 0.2 mm)                           | 11.7                                                         | 8.5                                                          | 9.0                                                          | 7.6                                                          | 10.5                                                         | 13.2                                                         | 13.3                                                         | 11.8                                                         | 11.7                                                         | 10.7                                                         | 11.3                                                         | 9.1                                                          | 128.4                                                        |
| Días de lluvias (≥ 0.2 mm)                                   | 1.9                                                          | 0.81                                                         | 1.6                                                          | 4.8                                                          | 10.0                                                         | 13.2                                                         | 13.4                                                         | 11.8                                                         | 11.5                                                         | 7.7                                                          | 2.8                                                          | 0.81                                                         | 80.4                                                         |
| Días de nevadas (≥ 0.2 cm)                                   | 10.8                                                         | 8.4                                                          | 8.0                                                          | 3.8                                                          | 1.1                                                          | 0.0                                                          | 0.0                                                          | 0.04                                                         | 0.63                                                         | 4.0                                                          | 9.3                                                          | 8.5                                                          | 54.5                                                         |
| Horas de sol                                                 | 77.8                                                         | 106.2                                                        | 172.1                                                        | 231.0                                                        | 276.0                                                        | 295.2                                                        | 307.7                                                        | 272.4                                                        | 172.5                                                        | 134.5                                                        | 78.9                                                         | 73.5                                                         | 2197.7                                                       |
| Fuente:                                                      |                                                              |                                                              |                                                              |                                                              |                                                              |                                                              |                                                              |                                                              |                                                              |                                                              |                                                              |                                                              |                                                              |